# Lamineto

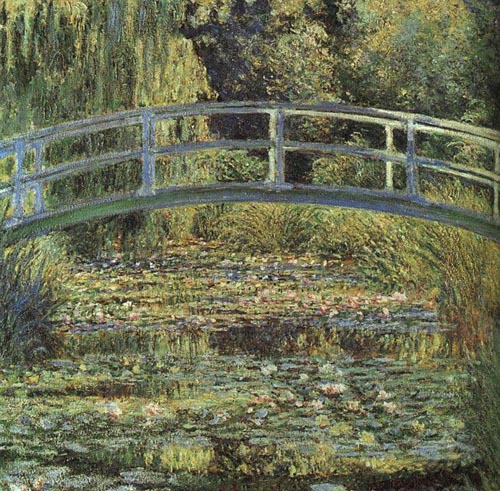
Lo stagno delle ninfee, armonia verde (1899) di Claude Monet. Museo dell'Hermitage

Il lamineto è una associazione vegetale in cui convivono varie specie idrofite e subalofile, da quelle a foglia galleggiante (idrofite natanti) a quelle a foglia sommersa (idrofite sommerse). Si sviluppa in un ambiente acquatico, stagnante o dalla corrente molto debole, con profondità tra i 50 e i 200 cm. L'insieme delle foglie galleggianti o che raggiungono la superficie forma una "lamina" sull'acqua, da cui il nome, che contemporaneamente protegge l'ambiente e costituisce una zona di continuità tra i due ecosistemi dell'aria e dell'acqua.
I lamineti sono distribuiti in tutto l'emisfero boreale; in Italia si ritrovano soprattutto in pianura Padana e in altre aree del Nord: le bonifiche e l'inquinamento ne hanno ridotto il numero principalmente al sud dove sono presenti in alcune zone protette costiere.

## Flora

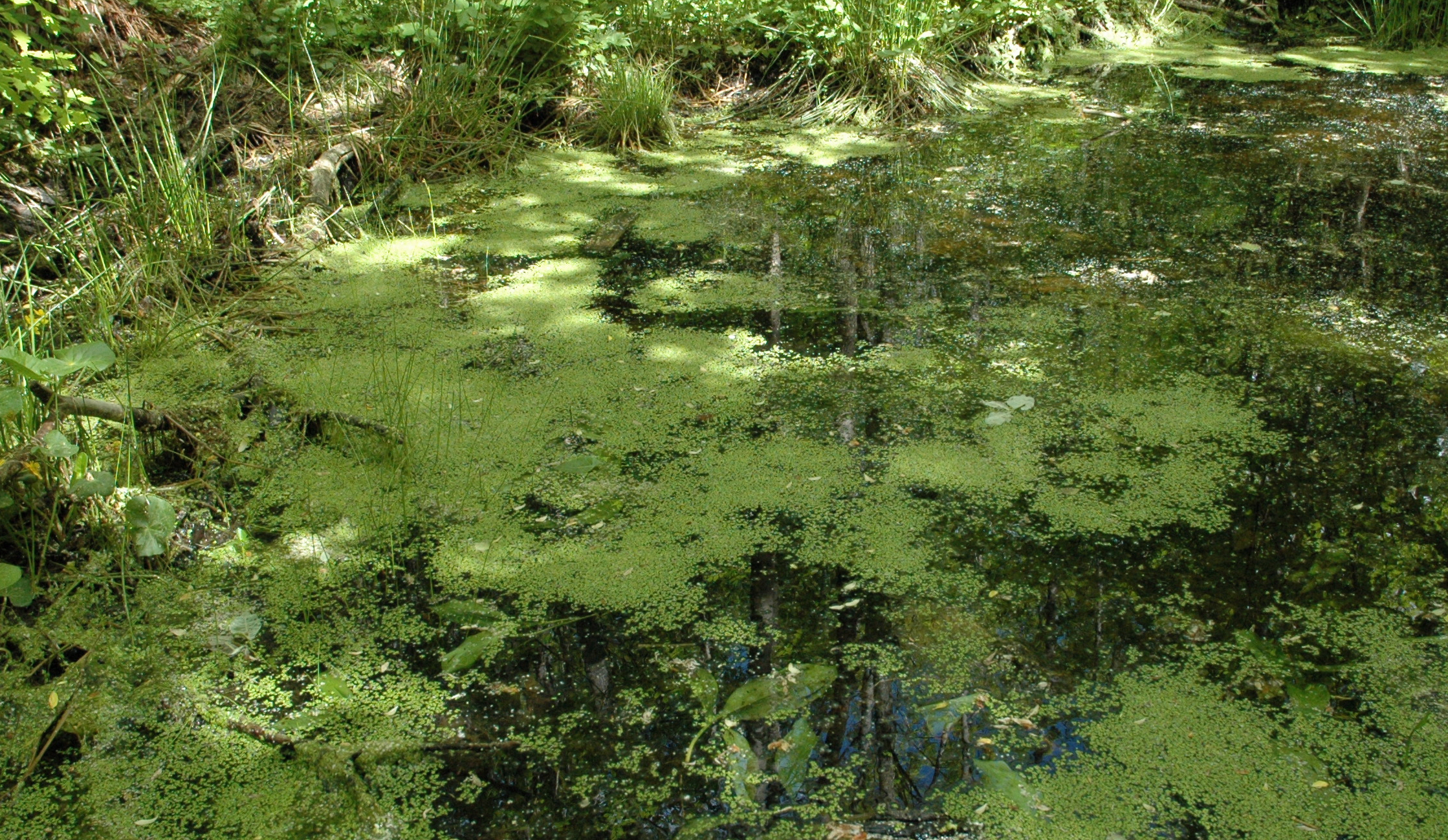
La lenticchia d'acqua (Lemna minor) è una delle specie che più frequentemente dà origine a lamineti.

Tra le piante che possono comporre il lamineto ci sono:
- Ceratofillo comune (Ceratophyllum demersum)
- Ranuncolo acquatico (Ranunculus aquatilis)
- Brasca increspata (Potamogeton crispus)
- Poligono anfibio (Persicaria amphibia)
- Morso di rana (Hydrocharis morsus-ranae)
- Erba pesce (Salvinia natans)
- Lenticchia d'acqua comune (Lemna minor)
- Lenticchia d'acqua spugnosa (Lemna gibba)
- Ninfea bianca o ninfea dai fiori bianchi (Nymphaea alba)
- Ninfea gialla o nannufaro (Nuphar lutea)
- Genziana d'acqua, ninfoide o limnantemio (Nymphoides peltata)
- Erba vescica delle risaie (Utricularia australis)
- Erba scopina (Hottonia palustris)

## Fauna
Nel lamineto vivono le loro fasi larvali le libellule e gli anfibi: si trovano avannotti, girini e invertebrati di varie specie. Vi trovano rifugio e nutrimento uccelli acquatici come le anatre, gli svassi e le gallinelle d'acqua, e uccelli pescatori come gli aironi e il martin pescatore.
Sul fondo del lamineto vivono tinche e carpe.
Alcuni uccelli dei generi Jacana, Hydrophasianus e Actophilornis vivono esclusivamente nei lamineti.

## Nella cultura di massa
Tra i pittori che maggiormente hanno saputo valorizzare questi ambienti acquatici vi è Claude Monet.